# Luca Dodi
Pour les articles homonymes, voir Dodi.
Luca Dodi est un coureur cycliste italien né le 26 mai 1987 à Parme dans la province de Parme en Émilie-Romagne.

## Palmarès
- 2005
  - 3e du championnat d'Italie sur route juniors
- 2007
  - Coppa Varignana
  - Classement général du Giro Pesche Nettarine di Romagna
  - Mémorial Davide Fardelli
- 2008
  - Circuito Mezzanese
  - 3e de Parme-La Spezia
- 2009
  - Trofeo Caduti di Soprazocco
  - 2e de la Freccia dei Vini
  - 3e du Gran Premio Somma
- 2011
  - 3e du Trofeo Bruno e Carla Cadirola

## Résultats sur les grands tours

### Tour d'Espagne
1 participation
- 2013 : 129e

## Classements mondiaux
| Année           | 2007 | 2008 | 2009 | 2010 | 2011 | 2012 |
| --------------- | ---- | ---- | ---- | ---- | ---- | ---- |
| UCI Europe Tour | 420e |      |      |      |      | 654e |